# Нововеський потік
Нововеський потік (словац. Novoveský potok) — річка в Словаччині у регіоні Турня, ліва притока Бодви, протікає в окрузі Кошиці-околиця.
Довжина приблизно 5 км. Витік знаходиться в масиві Бодвянська височина (частина Абовські пагорби — гора Чернична) — на висоті близько 208—210 метрів. Протікає територією села Турнянска Нова Вес. Протягом 1.5. км утворює словацько-угорський кордон.
Впадає в Бодву на висоті приблизно 180—185 метрів.